# Zlín-Malenovice
Zlín-Malenovice – stacja kolejowa w Zlinie, w kraju zlińskim, w Czechach. Znajduje się na wysokości 205 m n.p.m.
Na stacji istnieje możliwość zakupu biletów i rezerwacji miejsc. 

## Linie kolejowe
- 331 Otrokovice - Vizovice